# Tomás Pereira

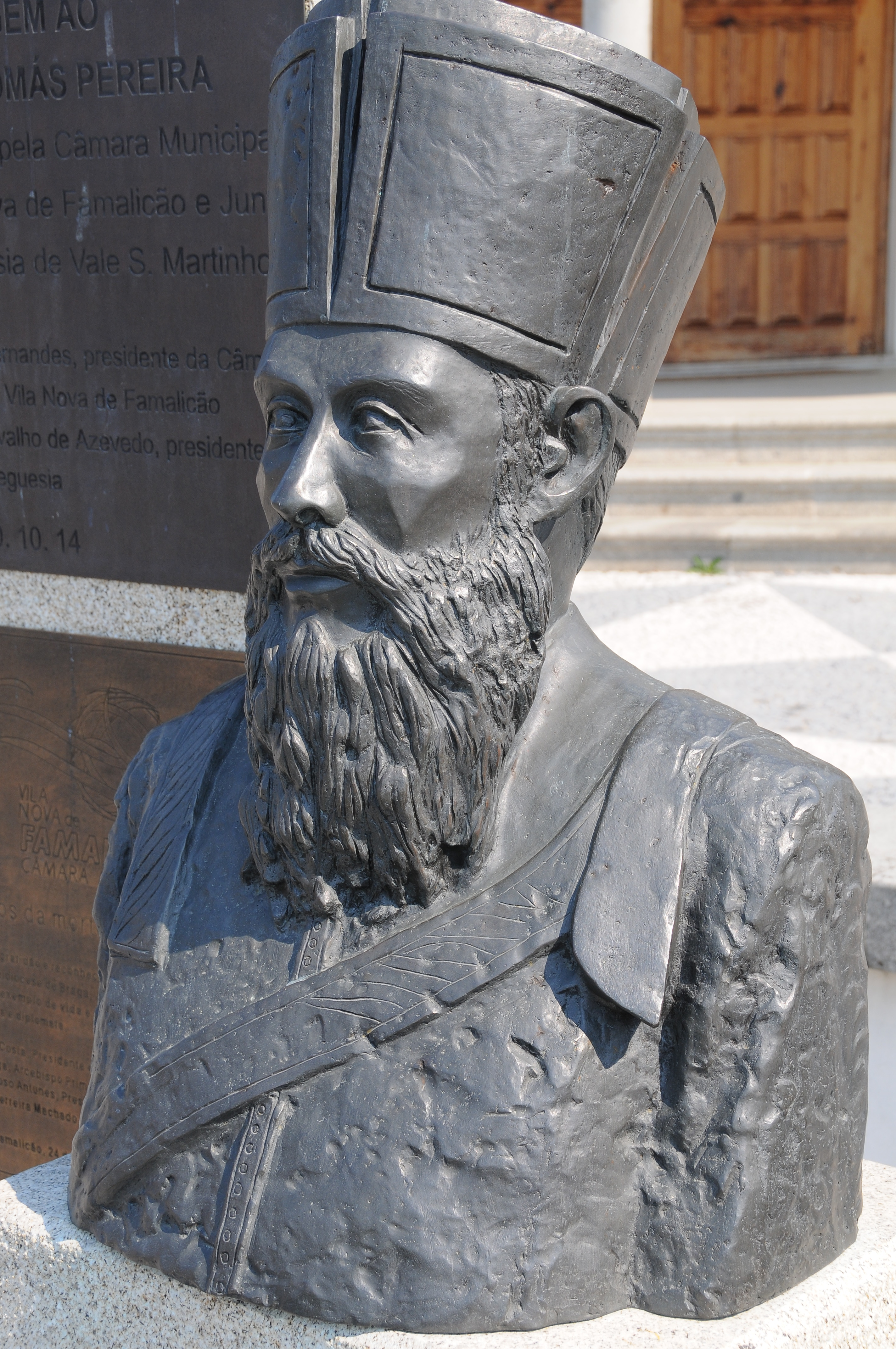
Busto de Tomás Pereira en São Martinho do Vale

Tomás Pereira (São Martinho do Vale, Famalicão, 1 de noviembre de 1645 - 1708 (63 años)) fue un jesuita, matemático y científico portugués que vivió la mayor parte de su vida en China.
El 25 de septiembre de 1663 ingresó a la Compañía de Jesús. El 15 de abril de 1666 embarcó para India, continuando sus estudios en Goa, llegando a Macao en 1672.
Tomás Pereira vivió en China hasta su muerte en 1708. Fue presentado al emperador Kangxi por el compañero jesuita Ferdinand Verbiest. Fue
astrónomo, geógrafo y principalmente músico, siendo autor de un tratado sobre la música europea que fue traducido al Chino,
y también constructor de un órgano y de un carillón que fueron instalados en una iglesia de Pekín. Es
considerado el introductor de la música europea en China. Fue responsable de la creación de los nombres chinos de los términos técnicos musicales del
Occidente, muchos de los cuales son usados aún hoy.
Además de la música, el padre Tomás Pereira participó también en las negociaciones del Tratado de Nérchinsk (1689), que es considerado el primer
tratado suscrito por China con una potencia de Europa, en este caso el Imperio Ruso.
Está enterrado en el Cementerio de Zhalan de los jesuitas en la actual Pekín.